# ويليام إم. غريس
ويليام إم. غريس (بالإنجليزية: William M. Grace)‏ هو شخصية أعمال أمريكي، ولد في 10 سبتمبر 1934، وتوفي في 2004.